# 旅名人の九州満喫きっぷ
旅名人の九州満喫きっぷ（たびめいじんのきゅうしゅうまんきつきっぷ）は、日本の九州15社局の鉄道・軌道線が3回まで1日乗り降り自由となる特別企画乗車券である。九州旅客鉄道（JR九州）が発売する。

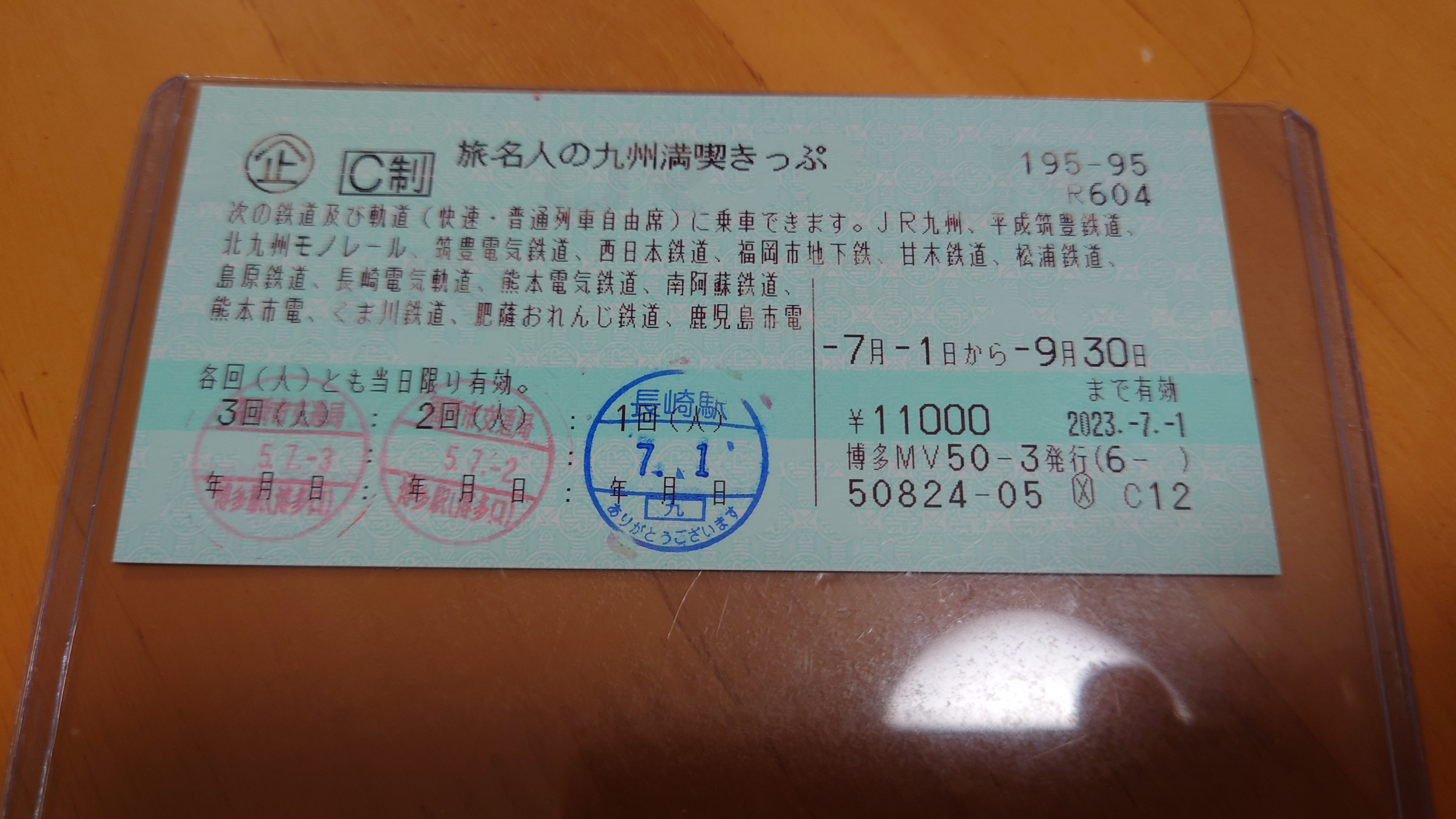
旅名人の九州満喫きっぷ

## 概要
利用可能期間中（発売日から3か月間）の任意の日に券面の1回分を使用することで、1人の旅客が参加事業者（後述）の鉄道・軌道線の普通列車（快速列車を含む。以下同）の普通車自由席に1日間乗り降り自由となる。1枚の「旅名人の九州満喫きっぷ」で合計3回分使用できる。残り回数が2回以上である場合、1枚の券面の複数回数分を複数人で同時に使用することができるが、その場合は旅客全員が同一行程でなければならない。
JR九州においては、特急列車の普通車自由席を特急料金なしで乗車できる特例のある早岐 - 佐世保間および宮崎 - 宮崎空港間では特急列車の普通車自由席を利用することができる。普通列車の普通車指定席は別途指定席券を購入することで利用できる。新幹線、特急列車（前述の特例のケースを除く）の利用は一切できない。
JR九州以外においては、特別料金が不要な西日本鉄道（西鉄）の特急・急行は利用可能である。門司港レトロ観光線「潮風号」の指定席および肥薩おれんじ鉄道線「おれんじ食堂」は、別途指定席券を購入することで利用できる。南阿蘇鉄道のトロッコ列車には乗車できない。
乗車日が翌日にまたがる場合、JR九州線は0時を過ぎて最初に停車する駅まで、その他の鉄軌道線は最終列車まで有効となる。
JR九州のみどりの窓口・旅行センター・JR九州 旅行の窓口・九州内の主な旅行会社で発売している。なお、新大牟田駅など当該駅からの本券の利用ができない九州新幹線単独駅のみどりの窓口でも発売を行っている一方、JR九州が営業する窓口がない下関駅およびJR九州以外の鉄軌道事業者では発売していない。

### 発売額
12,000円（大人・小児同額）

### 参加事業者・フリーエリア

#### 現行
下記の鉄道・軌道全線。
- 九州旅客鉄道（JR九州）※新幹線を除く
  - JR九州バスが経営・運行する日田彦山線BRT（BRTひこぼしライン）も含む。
- 北九州高速鉄道
- 平成筑豊鉄道
- 筑豊電気鉄道
- 福岡市地下鉄
- 西日本鉄道
- 甘木鉄道
- 松浦鉄道
- 島原鉄道
- 熊本電気鉄道
- 熊本市電
- 南阿蘇鉄道
- くま川鉄道
- 肥薩おれんじ鉄道
- 鹿児島市電

#### （参考）利用できない事業者・路線（九州島内）
- 西日本旅客鉄道（JR西日本）[注 5]
- 長崎電気軌道[注 6]
- 皿倉山ケーブルカー
- 別府ラクテンチケーブル線

## 略史
当初は2007年10月1日から2008年3月31日の間を発売・使用期間として10,000円（大人・小児同額）で発売された。JR九州および当時同社との連絡運輸を行っていた各社局の計11社の鉄道線が利用できた。
発売期間中に約4,400枚が発売され、利用者から発売継続の要望が寄せられたため、2008年4月18日から対象社局を拡大してリニューアルし、再度発売されることになった。この対象社局拡大で、九州島内はほぼ全ての鉄道・軌道線に乗車できるようになった。リニューアルされたきっぷの発売期間および使用期間は2008年4月18日から7月13日と同年9月12日から11月30日であり、その他の条件は同じとなっていた。
2009年も設定され、発売期間および使用期間は2009年4月1日から7月31日と同年9月1日から11月30日であった。
2010年度は発売額が10,500円（大人・小児同額）に改定され、発売・使用期間ともに拡大され、2010年4月1日から2011年3月31日までと、通年利用できるようになった。また前年まで利用対象外とされていた平成筑豊鉄道門司港レトロ観光線が利用対象に加えられた。
2011年度も2010年度と同内容で発売し、2011年4月1日から2012年3月31日まで利用できた。
2012年度からは有効期間を発売日から3か月間とし、発売期間を設けずに発売する。
2014年4月1日から消費税率が5%から8%となったことに伴い、発売額が10,800円（大人・小児同額）に改定された。
2019年10月1日から消費税率が8%から10%となったことに伴い、発売額が11,000円（大人・小児同額）に改定された。
2025年4月1日から発売額が12,000円（大人・小児同額）に改定し、同日発売分より長崎電気軌道が乗車可能対象から除外。